# Cratere Torup
Torup  è un cratere sulla superficie di Marte.